# Sebastian Walter (Politiker, 1979)

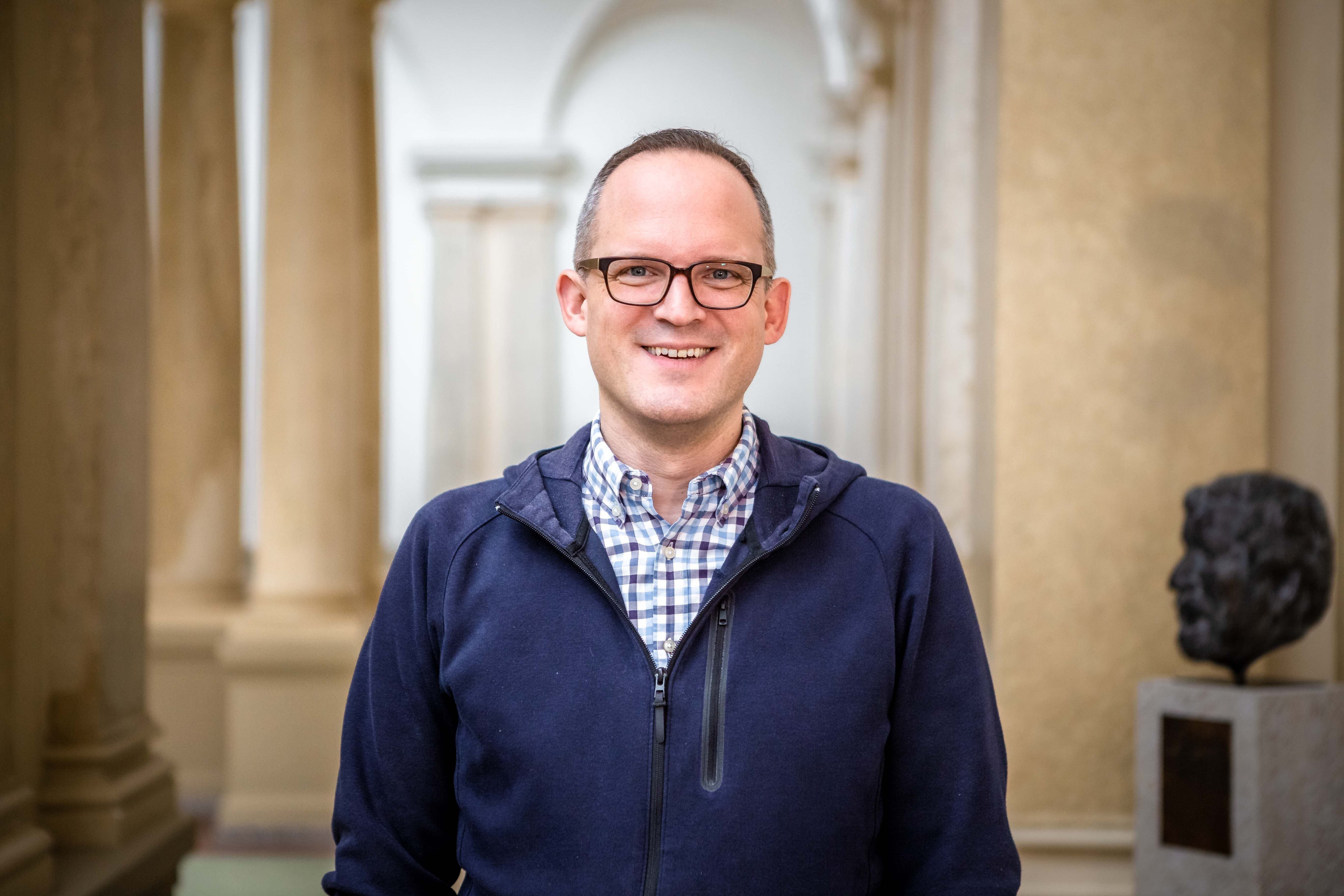
Sebastian Walter (2021)

Sebastian Walter (* 17. Februar 1979 in Karlsruhe) ist ein deutscher Politiker und gehört seit 2016 dem Abgeordnetenhaus von Berlin als Mitglied der Fraktion Bündnis 90/Die Grünen an. Er ist Parlamentarischer Geschäftsführer sowie Sprecher für Queer-, Diversitätspolitik und Haushalt.

## Biografie
Nach seinem Abitur studierte Sebastian Walter Geschichte, Politik und Skandinavistik in Berlin und Uppsala (Schweden). Danach war er als Büroleiter in einem Beratungsunternehmen tätig.

## Politik
Sebastian Walter ist seit 2007 Mitglied von Bündnis 90/Die Grünen. Von 2012 bis 2015 war er Mitglied im Vorstand des Kreisverbandes Tempelhof-Schöneberg. Von 2009 bis 2013 war er Sprecher der Landesarbeitsgemeinschaft QueerGrün Berlin und von 2013 bis 2021 Sprecher der Bundesarbeitsgemeinschaft Schwulenpolitik. Von 2018 bis 2021 gehörte Sebastian Walter zudem dem Sprecher-Team von QueerGrün von Bündnis 90/Die Grünen an.
Bei der Abgeordnetenhauswahl 2016  gelang ihm über die Landesliste von Bündnis 90/Die Grünen der Einzug ins Abgeordnetenhaus von Berlin. 
Bei der Abgeordnetenhauswahl 2021 wurde Sebastian Walter im Wahlkreis 1 in Tempelhof-Schöneberg (Schöneberg Nord) direkt gewählt. Nach der Wahl wurde Walter im Januar 2022 zum Parlamentarischen Geschäftsführer und zum Sprecher für Queer- und Diversitätspolitik und Haushalt seiner Fraktion ernannt. Bei der Wiederholungswahl 2023 konnte er seinen Sitz im Abgeordnetenhaus verteidigen. Im Abgeordnetenhaus gehört er als ordentliches Mitglied dem Ausschuss für Verfassungs- und Rechtsangelegenheiten und Antidiskriminierung sowie dem Hauptausschuss an.